# Бронепалубни крайцери тип „Диадем“
Диадем (на английски: Diadem) са серия бронепалубни крайцери от 1-ви ранг на Британския кралски флот, построени през 1890-те години на 19 век. Серията е развитие на крайцерите от типа „Паурфул“ – тяхна намалена и по-евтина версия. Всичко от проекта са построени 8 единици: „Диадем“ (на английски: HMS Diadem), „Амфитрит“ (на английски: HMS Amphitrite), „Андромеда“ (на английски: HMS Andromeda), „Аргонаут“ (на английски: HMS Argonaut), „Ариадне“ (на английски: HMS Ariadne), „Юръп“ (на английски: HMS Europe), „Найоби“ (на английски: HMS Niobe) и „Спартиат“ (на английски: HMS Spartiate). С това се спира развитието на бронепалубните крайцери от 1-ви ранг в Британския флот, а на база на проекта „Диадем“ са създадени броненосните крайцери от типа „Креси“.

## Проектиране
Крайцерите са предназначени за борба с неголемите френски крайцери от 2-ви ранг (с водоизместимост 3800 – 5000 тона, броненосни и бронепалубни), имащи скорострелна артилерия. За борбата с тях е необходим кораб със 152-мм оръдия. Паралелно с „Паурфул“ е разработен негов по-малък вариант, който е взет за основа на този проект.
Ориентировъчната стойност на всеки от осемте планирани крайцера е под 600 000 фунта стерлинги.

## Конструкция

### Корпус
Корпусите им са обшити с дърво и покрити с мед. По сравнение с „Паурфул“ те са с палуба по-ниски.

### Въоръжение
Освен липсата на 234 мм оръдия, схемата за разполагане на артилерията повтаря „Паурфул“. Освен носовите и кърмовите оръдия всички останали са поставени с палуба надолу, отколкото на „Едгарите“, което води до заливаемост на долните каземати.

### Брониране
Схемата на броневата защита повтаря предходния тип.
Палуба – 63 мм, скосовете ѝ – 102 мм, щитове на оръдията на главния калибър – 51 мм, рубка – 305 мм, дебелината на бронята на казематите е от 114 до 51 мм.

### Силова установка
Двете парни машини с тройно разширение и 30 парни котела „Белвил“ осигурявяат обща мощност от 16 500 к.с.
В силовата установка се използват водотръбните котли „Белвил“, които тогава са новост, силовите установки на повечето крайцери си спечелват добра репутация, с изключението на „Найоби“, машините и котлите на който дават постоянни проблеми. Първите четири кораба са притеснявани от вибрация; за да се поправи тя машинните отделения на последните четири крайцера са прекомпановани, също за тях е увеличена мощността с 1500 к.с.Всичките осем кораба на изпитанията надминават проектната скорост, първите четири средно развиват 20,5 възела, а последващите четири 21 възела.
Запас въглища: 1900 тона.

## История на службата
- HMS Diadem – заложен на 23 януари 1896, спуснат на вода на 21 октомври 1896 г., в строй от 19 юли 1898 г.
- HMS Amphitrite – заложен на 8 декември 1896 г., спуснат на вода на 5 януари 1898 г., в строй от 17 септември 1901 г.
- HMS Andromeda – заложен на 2 декември 1895 г., спуснат на вода на 30 април 1897 г., в строй от 5 септември 1899 г.
- HMS Argonaut – заложен на 23 ноември 1896 г., спуснат на вода на 24 януари 1898 г., в строй от 19 април 1900 г.
- HMS Ariadne – заложен на 29 октомври 1896 г., спуснат на вода на 22 април 1898 г., в строй от 5 юни 1902 г.
- HMS Europa – заложен на 10 януари 1896 г., спуснат на вода на 20 март 1897 г., в строй от 23 ноември 1899 г.
- HMS Niobe – заложен на 16 декември 1895 г., спуснат на вода на 20 февруари 1897 г., в строй от 6 декември 1898 г.
- HMS Spartiate – заложен на 10 май 1897 г., спуснат на вода на 27 октомври 1898 г., в строй от 17 март 1903 г.[3]

Всеки крайцер струва сумата около 560 000 £, освен „Спартиат“ построяването на който излиза над 650 000£.

## Оценка на проекта
Бронепалубните крайцери 1-ви ранг тип „Диадем“ са крайно неудачни. „Диадемите“ са създавани като намалени „паурфули“ (11 хил. t вместо 14 хил. t), всички недостатъци на последните се усилват от намаляването, а достойнствата изчезват, което носи на „диадемите“ много лоша репутация.. Още повече, те не могат като „Блейк“ или „Едгар“, с пълен запас въглища, да преминат през Суецкия канал за да могат да се появят в нужния момент в Китайски води.
| Сравнителни ТТХ на типовете британски бронепалубни крайцери от I ранг |                                                                           |                                                                          |                                                                         |                                                                          |
| Характеристики                                                        | „Блейк“                                                                   | „Едгар“                                                                  | „Паурфул“                                                               | „Диадем“                                                                 |
| Водоизместимост, т                                                    | 9150 – 9296                                                               | 7467 – 7820                                                              | 14 200 – 14 447                                                         | 11 177                                                                   |
| Артилерия                                                             | 2 – 234-мм, 10 – 152-мм, 16…18 – 47-мм                                    | 2 – 234-мм, 10 – 152-мм, 12 – 57-мм, 5 – 47-мм                           | 2 – 234-мм, 12 – 152-мм, 16…18 – 76-мм, 12 – 47-мм                      | 16 – 152-мм, 14 – 76-мм, 3 – 47-мм                                       |
| Торпедни апарати                                                      | 4×1 – 457-мм                                                              | 4×1 – 457-мм                                                             | 4×1 – 457-мм                                                            | 3×1 – 457-мм                                                             |
| Брониране, мм                                                         | Палуба – 76 – 152, щитове оръдия на ГК – 114, каземати – 152, рубка – 305 | Палуба – 76 – 127, щитове оръдия на ГК – 76, каземати – 152, рубка – 305 | Палуба – 51 – 152, кули оръдия на ГК – 152, каземати – 152, рубка – 305 | Палуба – 63 – 102, щитове оръдия на ГК – 51, каземати – 114, рубка – 305 |
| Енергетична установка, к.с.                                           | 20 000                                                                    | 12 550                                                                   | 25 772                                                                  | 16 500                                                                   |
| Максимална скорост, възела                                            | 22                                                                        | 20                                                                       | 20,6 – 22,2                                                             | 20,25                                                                    |

Корпусът е намален с една палуба по височина, в резултат на което оръдията на долните каземати губят възможност да водят огън при свежо време. „Диадемите“ нищо не успяват да добавят към репутацията на Уайт.
Крайцерите са построени след като се променя корабостроителната мода – по-големите кораби трябва да имат брониран пояс, а сравнението с достатъчно неголемите (около 9000 тона) френски броненосни крайцери от типа „Монкалм“, заложени практически едновременно, но влизащи в строй по-късно, не е в полза на англичаните.